# 瓦西利哈
49°28′8″N 30°1′52″E / 49.46889°N 30.03111°E

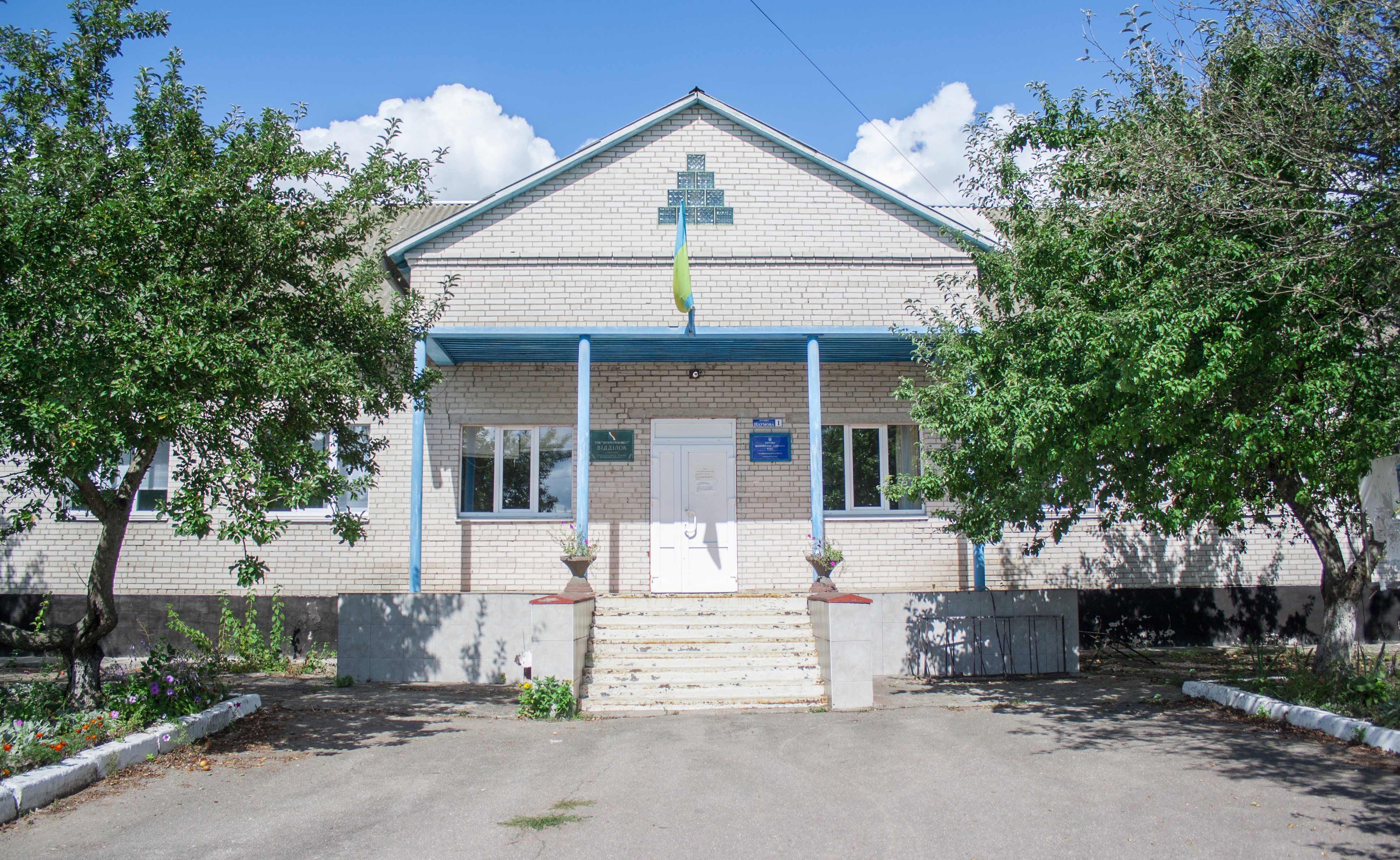
村议会建筑

瓦西利哈（烏克蘭語：Василиха）是位於烏克蘭北部的村莊，由基辅州白采爾克瓦區的斯塔維謝市鎮負責管轄。該村處於托爾茨河畔，始建於1876年，面積2.42平方公里，海拔高度207米，2001年人口619。